# Louis Verstraete (football)
 (novembre 2021).
Si vous disposez d'ouvrages ou d'articles de référence ou si vous connaissez des sites web de qualité traitant du thème abordé ici, merci de compléter l'article en donnant les références utiles à sa vérifiabilité et en les liant à la section « Notes et références ».
Pour les articles homonymes, voir Louis Verstraete.
Louis Verstaete  était un entraîneur belge  qui remporta deux fois la Coupe de Belgique à huit ans d’intervalle.

## Carrière
On découvre l’entraîneur Louis Verstraete au sortir de la Seconde Guerre mondiale. Il dirige successivement Namur, Schaerbeek et Tongres, soit respectivement au 2e niveau, au 3e puis un retour au 2e.
Il passe ensuite au Racing de Tournai, où il va travailler durant douze saisons, conduisant le « matricule 36 » jusque dans la plus haute division. Arrivant alors que le club vient de descendre en « Promotion » (à l’époque D3), Verstraete stabilise l »’équipe et assure le maintien. La saison suivante, il loupe la montée, cinq points derrière le RC de Gand. Puis, en 1952, les « Rats » conquièrent le titre de leur série. L’heure étant alors à une réforme des championnats, ce sacre permet au club de se maintenir au 3e niveau qui reçoit pour la première fois l’appellation de «Division 3 ».
Les résultats du « RRCT » vont en se bonifiant avec une 5e place, puis une 3e et enfin un nouveau sacre en 1955 qui ramène l’entité à un 2e niveau quitté en 1949 juste avant son arrivée.
Verstraete équilibre son noyau qui assure son maintien tout en écrivant une première grande page de l’histoire du Racing Club Tournaisien : la victoire de la Coupe de Belgique !
En 1957, les « Rats » terminent 4e dans l’antichambre d’une élite à laquelle il accède au terme de la saison suivante en se classant derrière Beringen, lequel est champion en raison d’un plus petit nombre de défaites subies.
Louis Verstraete et le RC Tournaisien ne parviennent pas à se maintenir en « Division 1 », mais travaillent encore ensemble pendant deux saisons. En 1960, le maintien est obtenu de justesse et un tout petit peu plus facilement en 1961.
Verstraete accepte ensuite l’offre de La Gantoise en « Division 1 ». Les « Buffalos » terminent en milieu de classement en 1962 et 1964, avec une 4e place en 1963. Avec le club gantois, Verstraete remporte une 2e Coupe de Belgique.

## Palmarès
| R. RC Tournaisien \| - Coupe de Belgique (1) : - Vainqueur : 1955-56. - Championnat de Belgique D2 : - Vice-champion : 1957-58. \| \| - Championnat de Belgique D3 (2) : - Champion : 1951-52 et 1954-55. \| |  | ARA La Gantoise - Coupe de Belgique (1) : - Vainqueur : 1963-64.    |
| - Coupe de Belgique (1) : - Vainqueur : 1955-56. - Championnat de Belgique D2 : - Vice-champion : 1957-58.                                                                                                   |  | - Championnat de Belgique D3 (2) : - Champion : 1951-52 et 1954-55. |